# 文明達
文明達（？—1648年2月23日（永曆二年二月丙寅）），字玄升，九江府德化縣人，南明政治人物。

## 生平
文明達是文德冀的侄子，諸生出身；弘光元年（1645年）南京、九江相繼失陷，李含初起兵，文明達和兄長文明遠充當聯絡；其後他在湖廣客居，和興國的守將友好。永曆二年（1648年）江西反正，朝廷尋覓使者出行，姜曰廣熟悉文明達名氣，推薦他前往。到達興國，原有守將已經調職，新將鄔某個性狡猾，假裝反正。他如實吐露來臨因由，鄔某即席擒拿審問，送到武昌被殺，他死前從容寫下多首詩篇，但未有流傳，只有一句「文相國孫姜相國客」獲記載。

## 引用
1. 1 2  錢海岳《南明史·卷三·本紀第三》：（永曆二年）二月丙寅朔，……給事中文明達宣諭興國州，死之。
2. 1 2  錢海岳《南明史·卷六十·列傳第三十六》：文明遠，字玄升；明達，字駿有，九江德化人。德冀從子。諸生。豪俠有膽識，而明遠尤警敏。弘光元年，南京、九江相繼陷，李含初兵起，明遠兄弟居間聯絡。……明達客楚，與興國守將善。
3. ↑  錢海岳《南明史·卷六十·列傳第三十六》：永曆二年，江西反正，覓能使隨者，姜曰廣稔明達名，薦之往。抵興國，則故將已更調去，新將鄔甲狡甚，佯反正。明達吐實，甲即席問執之，解至武昌論死。從容賦詩多章，無傳。傳其中有「文相國孫姜相國客」而已。